# Buthus adrianae
Buthus adrianae es una especie de Arachnida del género Buthus, de la familia Buthidae, del orden de los escorpiones. Fue descrita científicamente por Andrea Rossi en 2013. Es una especie endémica de Egipto.